# Maksim Ràzumov
Maksim Iúrievitx Ràzumov (en rus Максим Юрьевич Разумов) (Lípetsk, 12 de gener de 1990) és un ciclista rus, professional des del 2009.

## Palmarès
- 2010
  - 1r al Gran Premi Udmúrtskaia Pravda
- 2011
  - Vencedor d'una etapa al Friendship People North-Caucasus Stage Race
- 2013
  - 1r als Cinc anells de Moscou
  - Vencedor de 3 etapes al Gran Premi de Sotxi
  - Vencedor d'una etapa al Friendship People North-Caucasus Stage Race
- 2014
  - Vencedor d'una etapa als Cinc anells de Moscou